# Arundinella parviflora
Arundinella parviflora är en gräsart som beskrevs av Bi Sin Sun och Zhi Hao Hu. Arundinella parviflora ingår i släktet Arundinella och familjen gräs. Inga underarter finns listade i Catalogue of Life.